# Eois funiculata
Eois funiculata är en fjärilsart som beskrevs av W. Warren 1904. Eois funiculata ingår i släktet Eois och familjen mätare. Inga underarter finns listade i Catalogue of Life.